# Ernest Gabmann junior

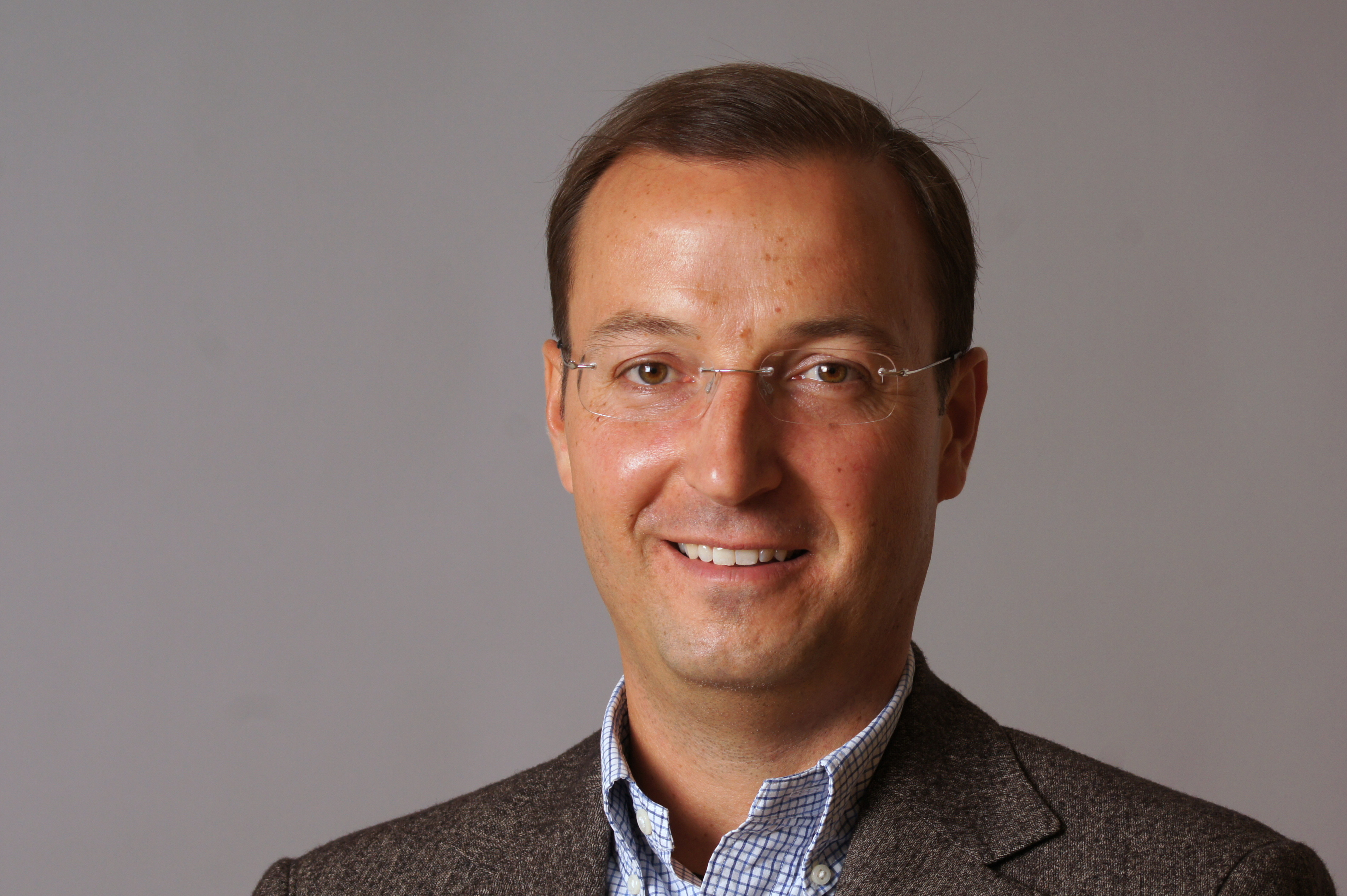
Ernest Gabmann 2013

Ernest Gabmann (* 3. April 1974 in Horn) ist ein österreichischer Politiker (FRANK). Er war von 2013 bis 2018 Abgeordneter zum Landtag von Niederösterreich.

## Leben
Ernest Gabmann junior wurde als Sohn des ÖVP-Politikers Ernest Gabmann geboren. Er besuchte nach der Volksschule eine Allgemeinbildende Höhere Schule und legte 1992 die Matura ab. Er studierte Medizin und war beruflich als Projektleiter, Manager eines Technologieunternehmens und Prokurist bzw. Geschäftsführer eines Dienstleistungsunternehmens aktiv. Gabmann war nach der Landtagswahl in Niederösterreich 2013 sowohl als Landesrat, als auch als Klubobmann des Team Stronach im Gespräch. Nach der Wahl schien es so, als würde Gabmann schließlich das Amt des Klubobmanns übernehmen. Letztlich wurde Gabmann am 24. April 2013 jedoch nur als einfacher Abgeordneter angelobt. Am 8. Mai 2013 gab er auch das Amt als Landesobmann des Team Stronach in Niederösterreich an Landesrätin Elisabeth Kaufmann-Bruckberger ab. Nach einer klubinternen Auseinandersetzung um die Zustimmung zum Landesbudget löste er Walter Laki am 19. Juni 2013 als Klubobmann ab. Nach der Landtagswahl in Niederösterreich 2018 schied er aus dem Landtag aus.